# Подлипа (Врхника)
Подлипа (словен. Podlipa) је насељено место у општини Врхника, Средњесловенска регија, Словенија.

## Историја
До територијалне реорганизације у Словенији била је у саставу старе општине Врхника.

## Становништво
У попису становништва из 2011. године, Подлипа је имала 467 становника.
| Број становника према пописима | Број становника према пописима | Број становника према пописима |
| ------------------------------ | ------------------------------ | ------------------------------ |
| 1991                           | 2002                           | 2011                           |
| 301                            | 367                            | 467                            |

Напомена: Године 2016. извршена је мала размена територија између насеља Заплана, Лавровец, Лазе, Логатец, Петковец, Прапротно Брдо, Ровте и Хлевни Врх (Логатец) и Врхника, Заплана, Заврх при Боровници, Јеринов Грич, Маринчев Грич, Мирке, Мизни Дол, Подлипа, Презид, Смречје, Стрмица и Трчков Грич (Врхника).